# یواس‌اس وای‌پی-۲۷۸
یواس‌اس وای‌پی-۲۷۸ (به انگلیسی: USS YP-278) یک کشتی بود که طول آن ۱۲۹ فوت (۳۹ متر) بود. این کشتی در سال ۱۹۳۷ ساخته شد.